# وادي النمر (ملحان)

تعديل مصدري - تعديل

وادي النمر هي إحدى قرى عزلة جبع بمديرية ملحان التابعة لمحافظة المحويت، بلغ تعداد سكانها 269 نسمة حسب تعداد اليمن لعام 2004.